# Montilly-sur-Noireau
Montilly-sur-Noireau is een gemeente in het Franse departement Orne (regio Normandië). De plaats maakt deel uit van het arrondissement Argentan. Montilly-sur-Noireau telde op 1 januari 2022 719 inwoners.

## Geografie
De oppervlakte van Montilly-sur-Noireau bedroeg op 1 januari 2022 11,03 vierkante kilometer; de bevolkingsdichtheid was toen 65,2 inwoners per km².

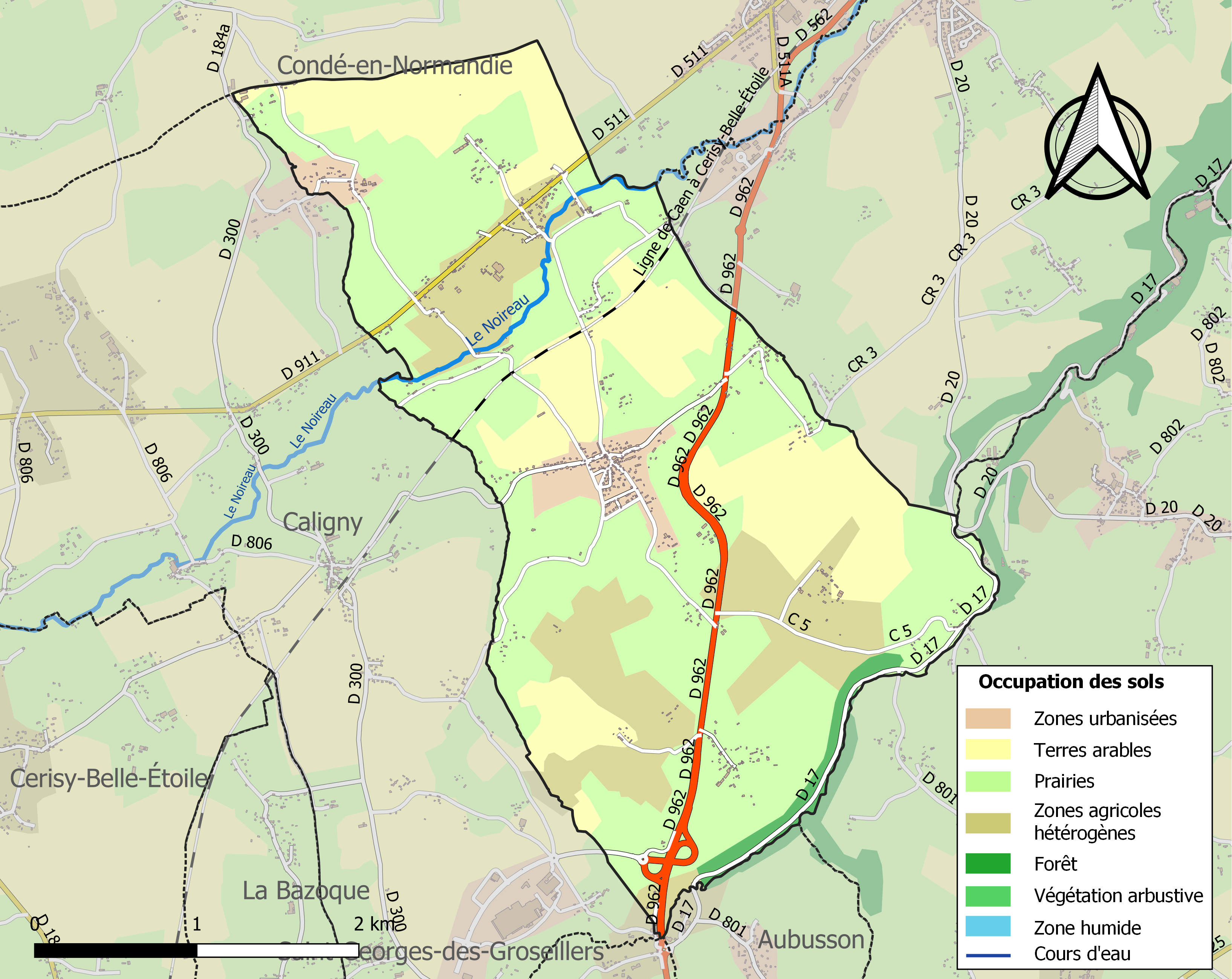
Kaart van de gemeente met belangrijkste infrastructuur, bodemgebruik en omliggende gemeenten

## Demografie
Onderstaande figuur toont het verloop van het inwonertal (bron: INSEE-tellingen).